# Biturbo
Biturbo (em inglês Twin-turbo), também conhecido como turbo gêmeo, é utilizado em poucas categorias de carros. Este dispositivo faz os motores ganharem grandes potências em curto espaço de tempo, consultando o turbo do motor em que dois turbocompressores comprimem a carga da entrada. Há duas configurações de biturbos, gêmeo-turbo paralelo e gêmeo-turbo seqüencial.